# Jean Baratte

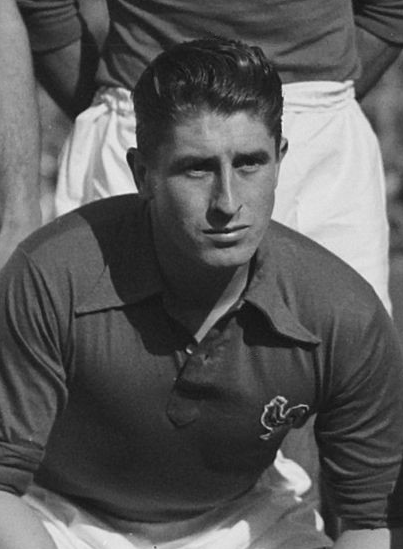
Jean Baratte im Jahr 1949

Jean Baratte (* 7. Juni 1923 in Lambersart, Département Nord; † 1. Juli 1986 in Faumont, Département Nord) war ein französischer Fußballspieler und -trainer. Er gilt bis in die Gegenwart als populärster Spieler aus der Region um Lille und Inbegriff des „britischen“ Fußballstils, der in Nordfrankreichs Bergbau- und Industrierevier bis in die 1960er Jahre hinein gepflegt wurde.

## Spielerkarriere

### Im Verein
Geboren und aufgewachsen ist der Gastwirtssohn in einer Kleinstadt an der Stadtgrenze Lilles, bei dessen Traditionsverein Iris Club er das Fußballspielen erlernte. Der Innenstürmer war noch keine 17, als die deutsche Wehrmacht Frankreich überfiel. Das Gebiet an der belgischen Grenze wurde, wie weite Teile des Landes, von den Deutschen besetzt, und in dieser Region (der Zone interdite, also der „verbotenen Zone“) führten besonders strenge kriegsrechtliche Regelungen dazu, dass an einen geordneten Spielbetrieb zunächst nicht mehr zu denken war. 1941 fusionierte der deswegen in wirtschaftliche Schwierigkeiten geratene Iris Club mit dem Lokalrivalen Olympique, und so gehörte Jean Baratte ab diesem Zeitpunkt zum Olympique Iris Club Lillois; dies bedeutete insoweit allerdings keine große Umstellung für ihn, als die Stadien der beiden Vereine nur 300 Meter voneinander entfernt lagen. Um Punkte durften die Vereine aus dem äußersten Norden bis 1942 aber weiterhin nicht spielen, und im Landespokal scheiterte OICL regelmäßig bereits im Zonenfinale an den Lokalrivalen des SC Fivois oder den Nachbarstädtern von Racing Lens. In der Saison 1943/44 spielten in ganz Frankreich statt der Vereine regionale Auswahlmannschaften in der wieder landesweiten Division 1 um die Meisterschaft, und hier schloss Baratte mit seiner Équipe fédérale Lille-Flandres die Punktrunde als Tabellenzweiter ab – erneut waren die nun als Équipe fédérale Lens-Artois firmierenden Rivalen um einen Deut erfolgreicher, obwohl Lille mit René Bihel noch einen zweiten hochkarätigen Stürmer in seinen Reihen hatte. 1944 endete das Experiment mit den Auswahlmannschaften, aber es hatte dafür gesorgt, dass auch der andere Liller Erstdivisionär, der SC Fivois, aus wirtschaftlichen Gründen die Segel streichen und mit dem OICL fusionieren musste; der neue Klub nannte sich Lille Olympique SC oder kurz LOSC. So trug Jean Baratte innerhalb von nur drei Jahren bereits das vierte Sporttrikot, ohne dafür ein einziges Mal den Verein wechseln zu müssen.
Jean Baratte war eher klein, aber von kräftiger Statur, enorm torgefährlich und ein unglaublicher Kämpfertyp, der keinen Ball verloren gab, wobei ihm sein permanenter Siegeswille, seine hervorragende Kondition und seine absolut professionelle Einstellung zugutekamen, die ihm schon früh den Beinamen Capitaine Courageux (deutsch: „Käpt'n Mutig“) eintrugen. Er war sich auch nicht zu schade, die ungewohnte Torwartposition einzunehmen, als der OSC-Stammkeeper sich im Pokalhalbfinale 1952 (1:2 n. V. gegen Girondins Bordeaux) verletzte.
Nach Kriegsende normalisierte sich der Spielbetrieb schnell wieder, und für Baratte, der Ende 1944 auch erstmals in die Nationalelf berufen worden war, reihte sich Erfolg an Erfolg: in der Saison 1945/46 wurde er mit seinem LOSC französischer Meister, wozu er 19 Tore beigesteuert hatte (Platz 6 der Torjägerliste), und nach einem 4:2-Endspielsieg gegen Red Star Paris auch Pokalsieger (im Finale kein Baratte-Tor). 1946/47 entschädigten der erneute Pokalgewinn und 28 persönliche Ligatreffer (Platz 3 bei den Torjägern) für das etwas schwächere Abschneiden in der Meisterschaft („nur“ Platz 4). 1947/48 gewann der Sturmtank die Torjägerkrone der Division 1 – er konnte in 34 Spielen 31-mal einnetzen –, wurde Vizemeister und zum dritten Mal in Folge Pokalsieger; diesmal gelangen ihm auch zwei Treffer im Endspiel, das Lille mit 3:2 gegen den Erzrivalen aus Lens gewann.
In den nächsten vier Jahren musste der LOSC dreimal in Folge mit der Vizemeisterschaft, 1951/52 gar nur mit Platz 3 vorliebnehmen und erreichte auch im Pokal nur einmal (1949) das Endspiel, in dem Racing Paris mit 5:2 dominierte. Jean Baratte allerdings wurde 1948/49, gemeinsam mit „Pepi“ Humpál vom FC Sochaux, erneut Torschützenkönig der Liga (26 Treffer) und war auch 1949/50 (2., 22 Tore) und 1950/51 (8., 19 Treffer) sehr effektiv. 1951 stand er zudem im Endspiel um die Coupe Latine, in dem Lille gegen den AC Mailand aber chancenlos war.

1951/52 allerdings machten ihm mit André Strappe (20 Saisontore), dem Dänen Erik Kuld Jensen (14-mal erfolgreich) und Jean Vincent erstmals seit vielen Jahren gleich drei jüngere „Kronprinzen“ die Führerschaft im LOSC-Angriff ernsthaft streitig. Die Spielzeit 1952/53 bescherte Lille aber wenigstens wieder einen Titel: in der Liga nur Vierter, gewann Jean Baratte mit seinem Verein zum vierten Mal den Pokal, wenngleich er persönlich beim 2:1 gegen den FC Nancy erneut leer ausging.
Auf diesen letzten Triumph folgte allerdings sein bitterster Moment: nach nur vier Spieltagen der anschließenden Saison 1953/54 verkaufte ihn „sein“ OSC an den Zweitligisten AS Aix – die Spieler hatten seinerzeit auf solche Geschäfte praktisch keinerlei Einflussmöglichkeit –, und aus dem fernen Südfrankreich musste der abgeschobene Capitaine Courageux mit ansehen, wie der Verein für diese Undankbarkeit auch noch mit der Meisterschaft belohnt wurde. In diesem Sommer 1954 kehrte Baratte zwar in den Norden zurück, aber sein neuer Arbeitgeber war der CO Roubaix-Tourcoing, und der musste am Saisonende die höchste Spielklasse verlassen. Der inzwischen 33-jährige spielte auch in der zweiten Liga noch ein Jahr für CORT, aber wie sehr er an LOSC hing, zeigte sich zwölf Monate später: 1956 nämlich wechselte Jean Baratte aus Roubaix in die Nachbarstadt ... zu Lille Olympique SC, das gerade in die D2 abgestiegen war. Auch mit Barattes Hilfe gelang dem LOSC der sofortige Wiederaufstieg, so dass er dem Verein, bei dem er insgesamt 13 Jahre gespielt hatte, noch einmal von Nutzen war; als die Rückkehr ins fußballerische Oberhaus feststand, hängte Jean Baratte seine Stiefel an den Nagel.

#### Stationen
- Iris Club Lillois (bis 1941)
- Olympique Iris Club Lillois (1941–1943)
- Équipe fédérale Lille-Flandres (1943/44)
- Lille Olympique SC (1944–September 1953)
- Association Sportive Aixoise (September 1953–1954)
- Club Olympique Roubaix-Tourcoing (1954–1956, davon 1955/56 in D2)
- Lille Olympique SC (1956/57, in D2)

### In der Nationalmannschaft
Zwischen Dezember 1944 und November 1952 hat Jean Baratte 32 Spiele für die französische Nationalelf absolviert und auch auf internationaler Ebene 19 Treffer erzielt. In einem Dutzend Länderspielen führte er die Équipe tricolore zudem als Mannschaftsführer auf das Spielfeld, darunter bei dem 2:2 im Oktober 1951 im Wembley-Stadion gegen England.

Sein Professionalismus zeigte sich auch in diesem Kreis: Als ihn der für die Aufstellung der Nationalmannschaft verantwortliche sélectionneur Gaston Barreau am Vorabend eines Länderspiels 1949 halb scherzhaft auf sein Gewicht ansprach, erschien Baratte zur folgenden Begegnung, 14 Tage später, mit 5 kg weniger auf den Rippen im Stadion – und obwohl die Bleus in dieser Partie eine schwere Heimschlappe (1:5 gegen Spanien) einstecken mussten, erhielt er, dem auch der Ehrentreffer gelungen war, als einziger Franzose anschließend gute Kritiken. Und als er im Oktober 1952 am Tag vor einem Länderspiel gegen die Bundesrepublik erfuhr, dass der Trainer an seiner Stelle einen Debütanten namens Kopa aufzustellen beabsichtigte, soll Baratte in Tränen ausgebrochen sein.

## Der Trainer
Baratte hatte bereits in der Rückrunde der Saison 1954/55 als Spielertrainer beim CO Roubaix-Tourcoing erste, wenngleich nicht von Erfolg gekrönte Erfahrungen mit seiner zukünftigen Rolle außerhalb des Rasens gesammelt. Ab Ende der 1950er Jahre trainierte er zunächst die Union Sportive Armentières, anschließend den SK Roeselare aus Belgien, wobei auch diese Station nur einen Katzensprung von seinem französischen Wohnort entfernt lag. In der Saison 1961/62 kehrte er erneut an seine alte Wirkungsstätte zu Lille OSC zurück; allerdings misslang der Mannschaft der Aufstieg in die Division 1. Daraufhin wechselte er erneut ins Ausland, diesmal nach Tunis (bei welchem Verein, ist bisher nicht zu ermitteln) – aber wie neun Jahre zuvor fühlte sich der Nordiste am Mittelmeer nicht wohl, und es folgten weitere Engagements bei Klubs aus der unmittelbaren heimatlichen Umgebung, nämlich dem Racing Club Lillois, von 1966 bis 1968 der US Tourcoing, danach Racing Arras, Sporting Abbeville und Olympique Marcquois. In der höchsten Spielklasse war allerdings keiner dieser Vereine vertreten.

## Leben nach dem Fußball
Baratte führte anschließend ein kleines Hotel und ein Café-Restaurant, auch dies, wie fast sein gesamtes Leben, in der Region Nord-Pas-de-Calais. Dort ist der Vater dreier Söhne, erst 63-jährig, 1986 gestorben.

## Erfolge (als Spieler)
- Französischer Meister: 1946, 1954
- Französischer Pokalsieger: 1946, 1947, 1948, 1953
- Coupe Latine: Finalist 1951
- Torschützenkönig der Division 1: 1947/48 und 1948/49;
- insgesamt 169 Erstligatreffer (davon 167 für Lille) nach dem Zweiten Weltkrieg und damit auf Platz 12 der ewigen Torjägerliste
- 32 A-Länderspiele und 19 Tore